# Peinture 256 x 202 cm, 24 novembre 1963
Peinture 256 × 202 cm, 24 novembre 1963 est une peinture réalisée par Pierre Soulages en 1963. Cette huile sur toile est conservée au Carnegie Museum of Art (à Pittsburgh, en Pennsylvanie) qui l'a acquise en 1965.

## Histoire et composition
Peinture 256 x 202 cm, 24 novembre 1963 est couronné par le Prix Carnegie (en) en 1964.